# Diecezja Aného
Diecezja Aného (łac. Dioecesis Anehensis, fr. Diocèse de Aného) – rzymskokatolicka archidiecezja ze stolicą w Aneho, w Togo.
Diecezja podlega metropolii Lomé.

## Historia
- 1 lipca 1994 powołanie rzymskokatolickiej Diecezji Aného

## Główne świątynie
- Katedra: Katedra Świętych Apostołów Piotra i Pawła w Aného

## Biskupi diecezjalni
- Victor Dovi Hounnaké (1994–1995)
- Paul Jean-Marie Dossavi (1996–2005)
- Isaac Jogues Agbémenya Kodjo Gaglo (od 2007)